# Otto Karl Freiherr Schirndinger von Schirnding
Otto Karl Freiherr Schirndinger von Schirnding (* 11. Februar 1892 in Weiden in der Oberpfalz; † 22. Juli 1979 in München) war ein deutscher Adliger und Verwalter.

## Werdegang
Schirndinger von Schirnding entstammt einem alten Adelsgeschlecht. Nach dem Ersten Weltkrieg trat er in die Dienste des Hauses Thurn und Taxis. Er war anfangs Prinzenerzieher und wurde 1931 zum Hofmarschall ernannt. Später war er im Rang eines Fürstlich Dirigierenden Geheimrats Chef der Thurn- und Taxis’schen Gesamtverwaltung.
Aus der Ehe mit Marie Victoire Verri della Bosia (1907–1989) gingen fünf Kinder hervor, unter ihnen der Lyriker Albert von Schirnding (* 1935).

## Ehrungen
- 1958: Großes Verdienstkreuz der Bundesrepublik Deutschland
- 1962: Silberne Bürgermedaille der Stadt Regensburg
- Bayerischer Verdienstorden